# Nibia Reisch
Nibia Reisch es una política uruguaya perteneciente al Partido Colorado.
En 2016 accedió a la Cámara de Representantes como suplente del diputado por Colonia Daniel Bianchi, quien asumió como senador. Poco después, Reisch participó en la fundación del sector Ciudadanos, bajo el liderazgo del economista Ernesto Talvi.
En las elecciones parlamentarias de 2019 fueron dos las mujeres candidatas de su partido que resultaron elegidas diputadas: Reisch por Colonia y María Eugenia Roselló por Montevideo.